# شهدخوار سقطرا
شهدخوار سقطرا (نام علمی: Chalcomitra balfouri) نام یک گونه از تیره شهدخواران است.